# Kačanivka
Kačanivka (ukrajinsky Качанівка, rusky Качановка, Kačanovka) je jeden z venkovských zámků, které si dal postavit ruský vojevůdce Petr Alexandrovič Rumjancev-Zadunajskij, kancléř carevny Kateřiny II. Stojí na břehu řeky Smoš poblíž vesnice Petrušivka v Pryluckém rajónu, Černihivské oblasti na Ukrajině. Je chráněna jako národní historická a kulturní památka Ukrajiny. 

## Historie
Rezidence Kačanivka byla postavena v 70. letech 18. století ve stylu neoklasicismu podle projektu architekta Karla Blanka. Komplex staveb zahrnoval kromě paláce kostel, oranžerii, voliéru pro ptáky, vodárenskou věž, stáje, hospodářské budovy a několik menších staveb, doplněných v 19. století. Po smrti zakladatelova syna a dědice, ruského ministra zahraničí napoleonské doby Nikolaje Petroviče Rumjanceva († 1826) přešel majetek sňatkem na rodinu Grigorije Stěpanoviče Tarnovského. Díky němu a jeho synovi Vasilovi nastal v Kačanivce zlatý věk kultury a umění.  Mezi slavné návštěvníky zde v 19. století patřili Nikolaj Vasiljevič Gogol, Taras Ševčenko, Ilja Repin, Michail Vrubel a Michail Ivanovič Glinka, který v parku v glorietu pracoval na své opeře Život za cara (1836).
Vasilij Tarnovskij se zajímal o historii Ukrajiny a shromáždil v paláci sbírku historických zbraní (hlavně šavlí) hejtmanů Ukrajiny, která je vystavena dosud. 
Přestože Sověti zámek znárodnili a umístili do něj trestaneckou kolonii a nemocnici pro léčbu tuberkulózy, panství, včetně anglického parku a několika vedlejších hospodářských budov, je výjimečně dobře zachováno. 
Roku 1982 byl areál vyhlášen národní kulturní památkou SSSR, v roce 1991 přehodnocen na ukrajinskou národní historickou a kulturní památku a v roce 2011 vybrán mezi Sedm divů architektury Ukrajiny.

Panorama paláce s parkem